# Song Yadong
Song Yadong, född 2 december 1997 i Hulan, Harbin, Heilongjiang, Kina är en kinesisk MMA-utövare som sedan 2017 tävlar i organisationen Ultimate Fighting Championship.